# İlber Ortaylı

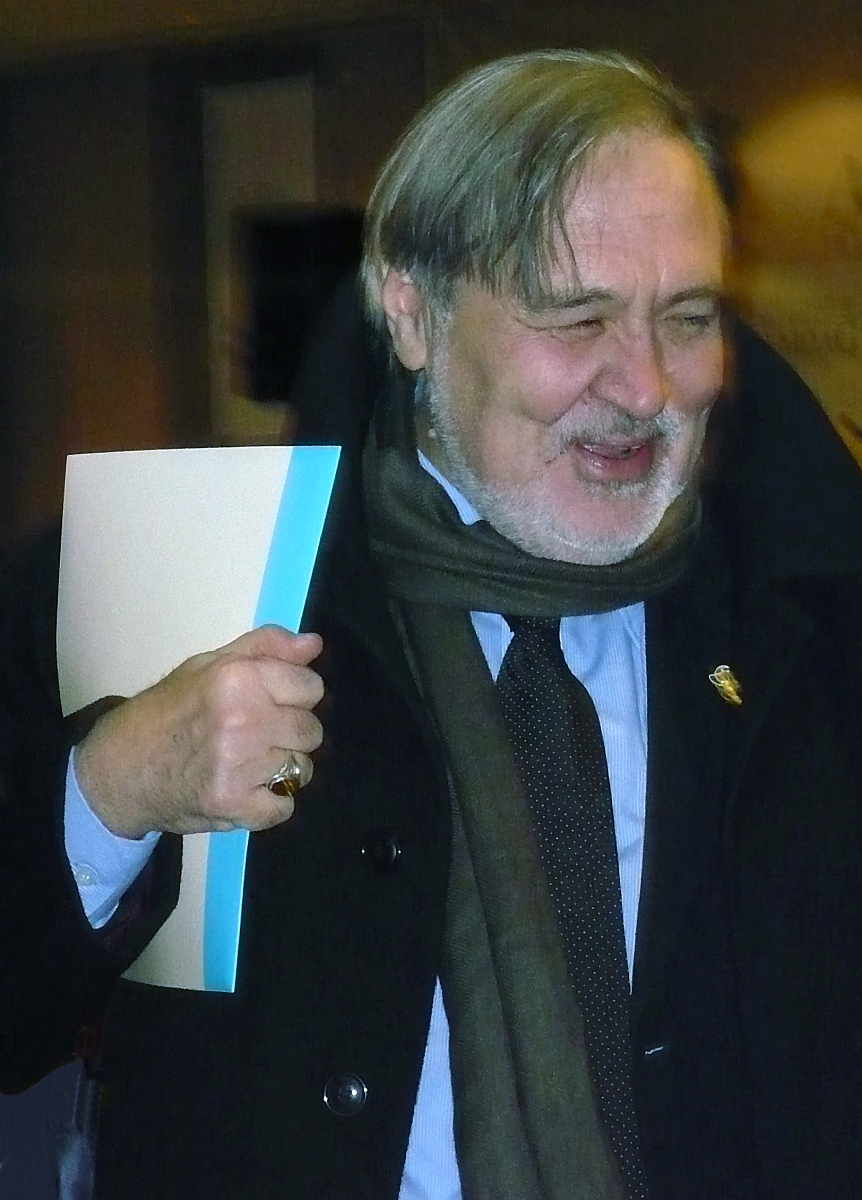
İlber Ortaylı (2008)

İlber Ortaylı (* 21. Mai 1947 in Bregenz, Österreich) ist ein türkischer Historiker.

## Leben
Ortaylıs Familie flüchtete wegen Vertreibungen und Pogromen gegen die Krimtataren aus der Sowjetunion nach Österreich und kam in einem Flüchtlingslager in Bregenz unter. Dort wurde İlber Ortaylı im Jahre 1947 geboren. Die Volks- und Mittelschule absolvierte er in İstanbul und Ankara. 1965 absolvierte er das Atatürk-Gymnasium (Atatürk Lisesi) in Ankara und 1968 die Fakultät für Politikwissenschaft sowie die Fakultät für Sprache, Geschichte und Geografie der Universität Ankara. Ortaylı studierte danach an der Universität Wien Slawistik und Orientalistik. Seine Masterarbeit schrieb er an der University of Chicago bei Halil İnalcık. Seine Dissertation schrieb er im Jahre 1978 an der Universität Ankara über die Regionalverwaltungen im Osmanischen Reich nach der Tanzimat-Periode (Tanzimat sonrası mahallî idareler).  Dort erlangte Ortaylı 1979 den Titel Doçent mit seiner Arbeit über den Einfluss von Deutschen im Osmanischen Reich (Osmanlı İmparatorluğu'nda Alman nüfuzu). Seit 1989 ist er Professor.
Ortaylı wurde zu Gastprofessuren in Frankreich, Großbritannien, Deutschland und anderen Ländern eingeladen.
Von 1989 bis 2002 leitete Ortaylı an der Ankara Universität die Abteilung für Verwaltungsgeschichte der politikwissenschaftlichen Fakultät. 2002 wechselte er zur Galatasaray Üniversitesi, 2004 zur Bilkent Üniversitesi. Von 2005 bis 2012 war er Direktor des Topkapı-Palast-Museums.
İlber Ortaylı ist weithin für seine sehr umfassenden Sprachkenntnisse bekannt. Er zählt durch seine populärwissenschaftlichen Werke und Fernsehauftritte zur türkischen Geschichte im Inland zu den bekanntesten Historikern des Landes. So ist seine Abbildung im Wachsfigurenmuseum in Eskişehir anzutreffen.